# District d'Anta
Au Pérou, le district d’Anta est l’un des huit districts de la province d'Anta située dans le département de Cusco.